# Panasonic Corporation

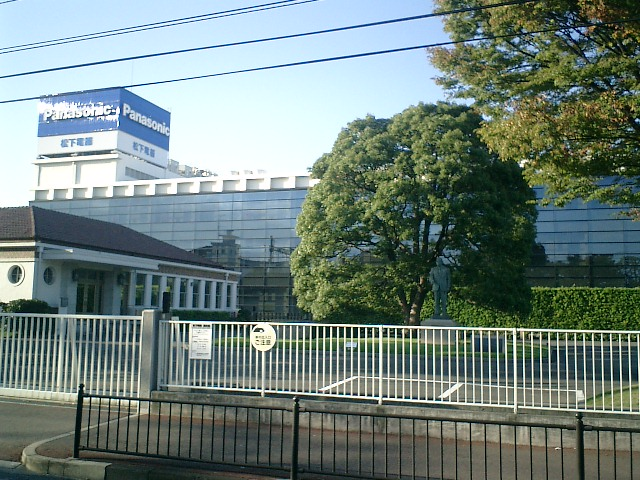
Panasonic Corporation in Kadoma

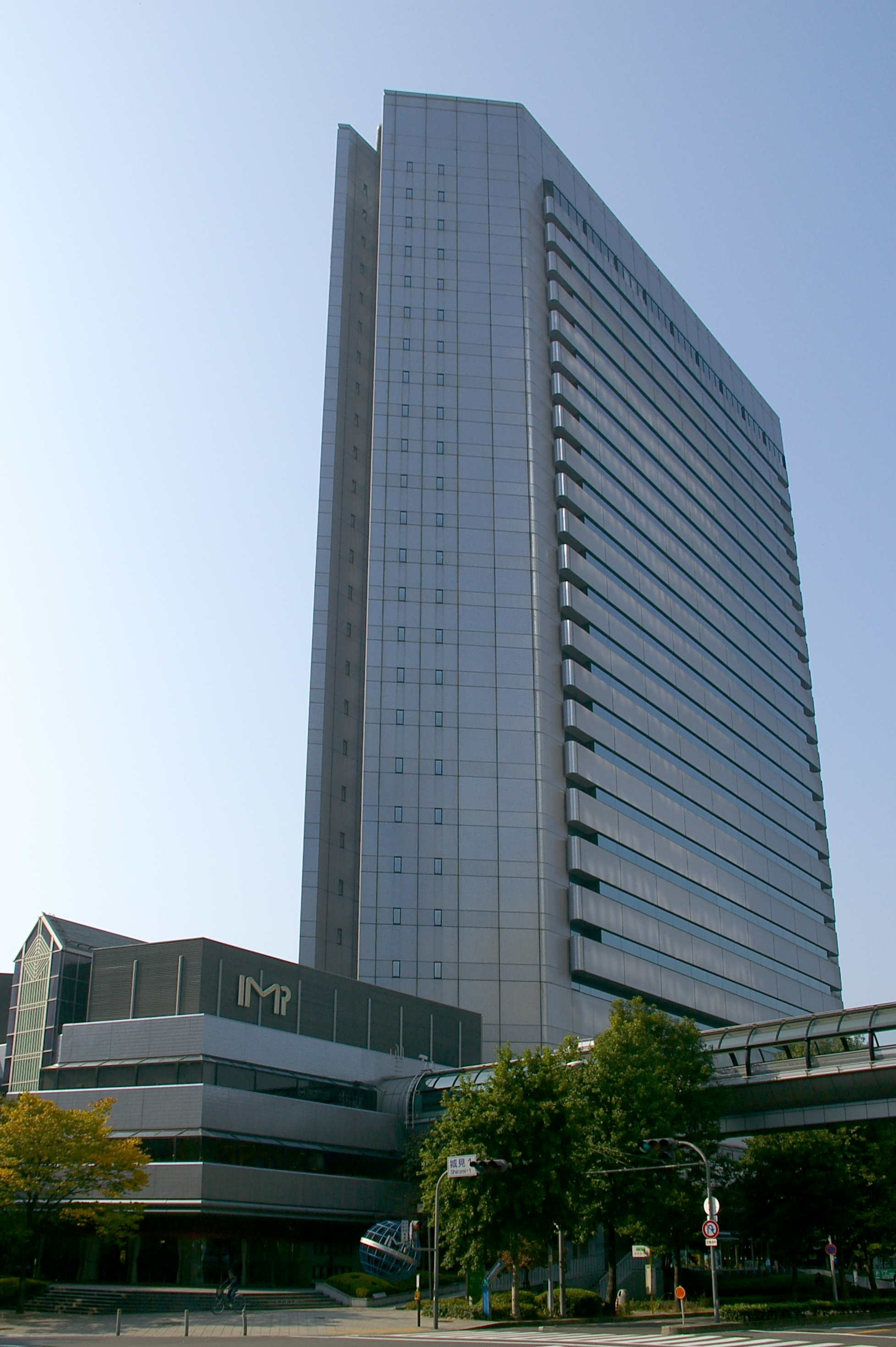
Matsushita-Gebäude in Osaka, Hauptsitz von Panasonic

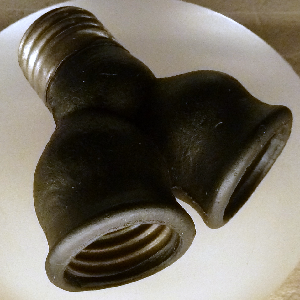
Eines der ersten Matsushita-Produkte – eine Doppel-Glühlampenfassung, ausgestellt im Matsushita-Konosuke-Museum

Die Panasonic Corporation (japanisch パナソニック株式会社, Panasonikku Kabushiki-gaisha, kurz: Panasonic K.K.) ist ein börsennotierter (Nikkei 225) japanischer Elektronikkonzern mit Sitz in Kadoma, Präfektur Osaka, Japan. Seine Produkte werden unter mehreren Markennamen wie Panasonic und Technics vertrieben. Bis zum 30. September 2008 firmierte er unter dem Namen Matsushita Denki Sangyō K.K. (松下電器産業株式会社, engl. Matsushita Electric Industrial Co. Ltd.).

## Geschichte

### Entstehung
Das Unternehmen wurde am 7. März 1918 von Kōnosuke Matsushita gemeinsam mit den Geschwistern Mumeno (Kōnosukes spätere Ehefrau) und Toshio Iue (später Gründer von Sanyo) als Matsushita Denki Kigu Seisakujo (松下電気器具製作所, dt. Elektrogerätewerk Matsushita; [maˌtsɯ̥ˈɕi̥ta]) gegründet.
Die ersten Produkte waren Adapter und Doppelfassungen für Glühlampen. Das erste eigene Fabrikgebäude für 50 Angestellte wurde 1922 errichtet, die Produktpalette um elektrische Fahrradlampen (1923), Bügeleisen (1927), Röhren-Radioempfänger (1931) und Elektromotoren (1933) erweitert. Der Vertrieb erfolgte unter der Wort-Bild-Marke eines M, kombiniert mit dem Symbol eines Geschossbogenpfeils. Für eine fremdproduzierte Fahrradglühlampe, die er als Handelsware vertrieb, verwendete der Unternehmensgründer 1927 erstmals die Marke National (ナショナル, Nashonaru).
Trotz anfänglicher wirtschaftlicher Schwierigkeiten wuchs das Unternehmen bis 1935 auf 3.500 Mitarbeiter an, die sich in der deutsch „Gleichschritt“ genannten Mitarbeitervertretung organisierten. Mit dem Namen sollte auf die positive Zusammenarbeit von Unternehmensführung und Mitarbeitern hingewiesen werden. Das Sortiment wurde währenddessen auf 400 Artikel ausgedehnt. In den 1930er-Jahren gingen aus dem Einzelunternehmen neun Tochterunternehmen und fünf Holdinggesellschaften hervor. Im Dezember 1935 erhielt das Konglomerat den Namen Matsushita Electric Industrial Co. (MEI), das Exportgeschäft (mit Fokus Südostasien) wurde in die Matsushita Electric Trading Co. ausgelagert. 1937 wurden Haartrockner produziert.
Als Meilenstein wurden 1939 erste erfolgreiche Tests von Fernsehübertragungen durchgeführt.

### Kriegszeit
Ab Anfang 1938 und damit bereits während des Japanisch-Chinesischen Kriegs lieferte der Konzern militärische Produkte an die Kaiserlich Japanische Marine und die Heeresluftstreitkräfte. Parallel zur japanischen Expansion in Ost- und Südostasien weitete auch das Konglomerat seine Tätigkeiten aus, hier insbesondere im besetzten Korea, China und der Mandschurei sowie den im Zweiten Weltkrieg eroberten Philippinen und Indonesien. Bis zum Ende beider Kriege im Sommer 1945 stieg die Zahl der Angestellten auf über 26.000 in 67 Tochtergesellschaften an.

### Nachkriegszeit
Der Konzern wurde vom Supreme Commander, dem Vertreter der US-amerikanischen Besatzungsmacht, als Zaibatsu eingestuft und analog zur Vorgehensweise in Europa wie die deutschen Rüstungskonzerne aufgelöst, entflochten und in kleinere dezentrale Wirtschaftseinheiten zerlegt.
Der Gründer Kōnosuke Matsushita musste sein aufgeteiltes Unternehmen verlassen. Aus 17 inländischen Unternehmensteilen wurden unabhängige Unternehmenseinheiten, die 39 außerhalb Japans befindlichen Teile konfisziert und den jeweiligen Staaten übergeben, in denen Matsushita sie gegründet hatte. Die Beschäftigtenzahl schrumpfte 1947 von den erwähnten 26.000 auf 7.926.

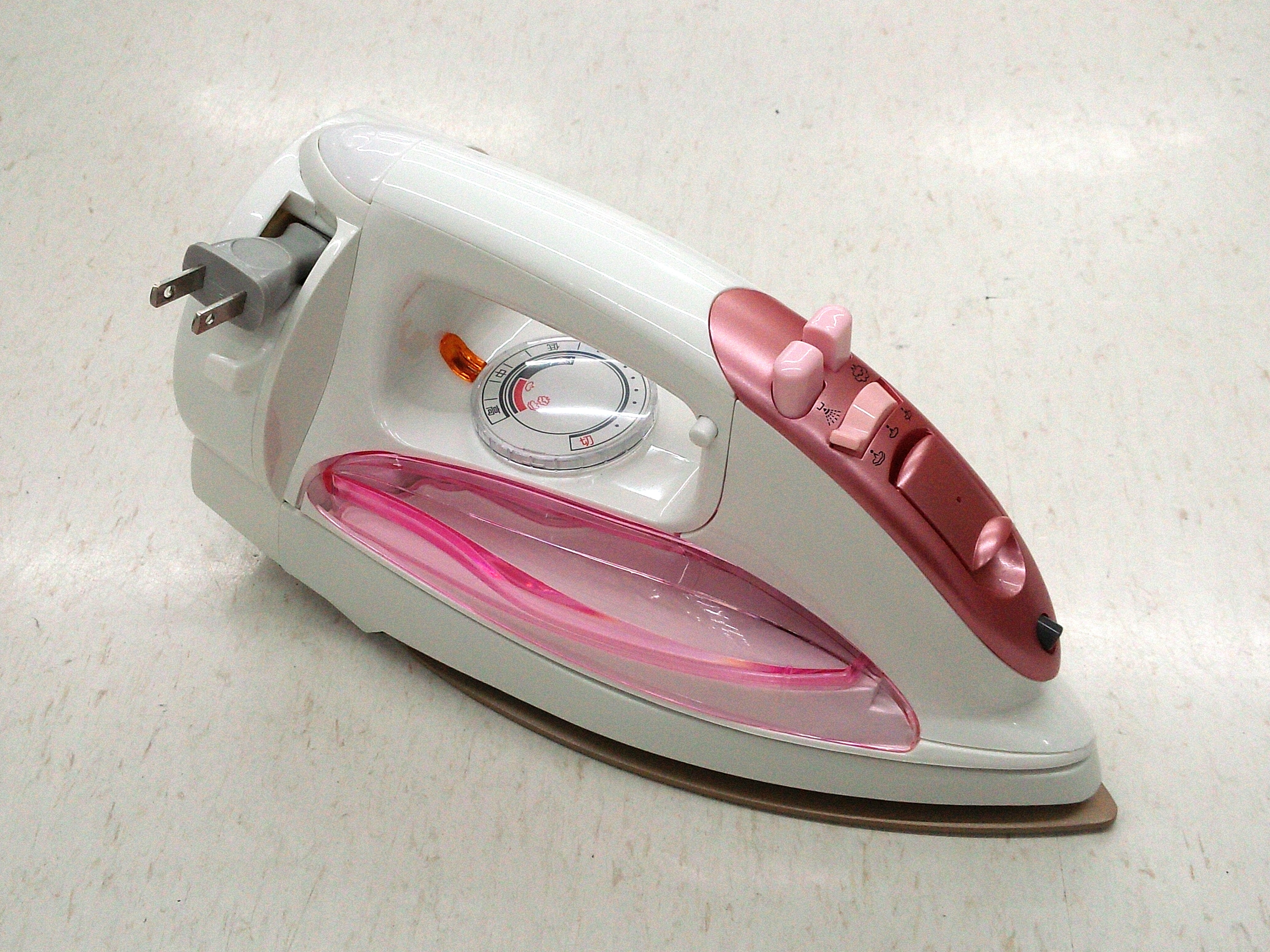
Panasonic-Dampfbügeleisen

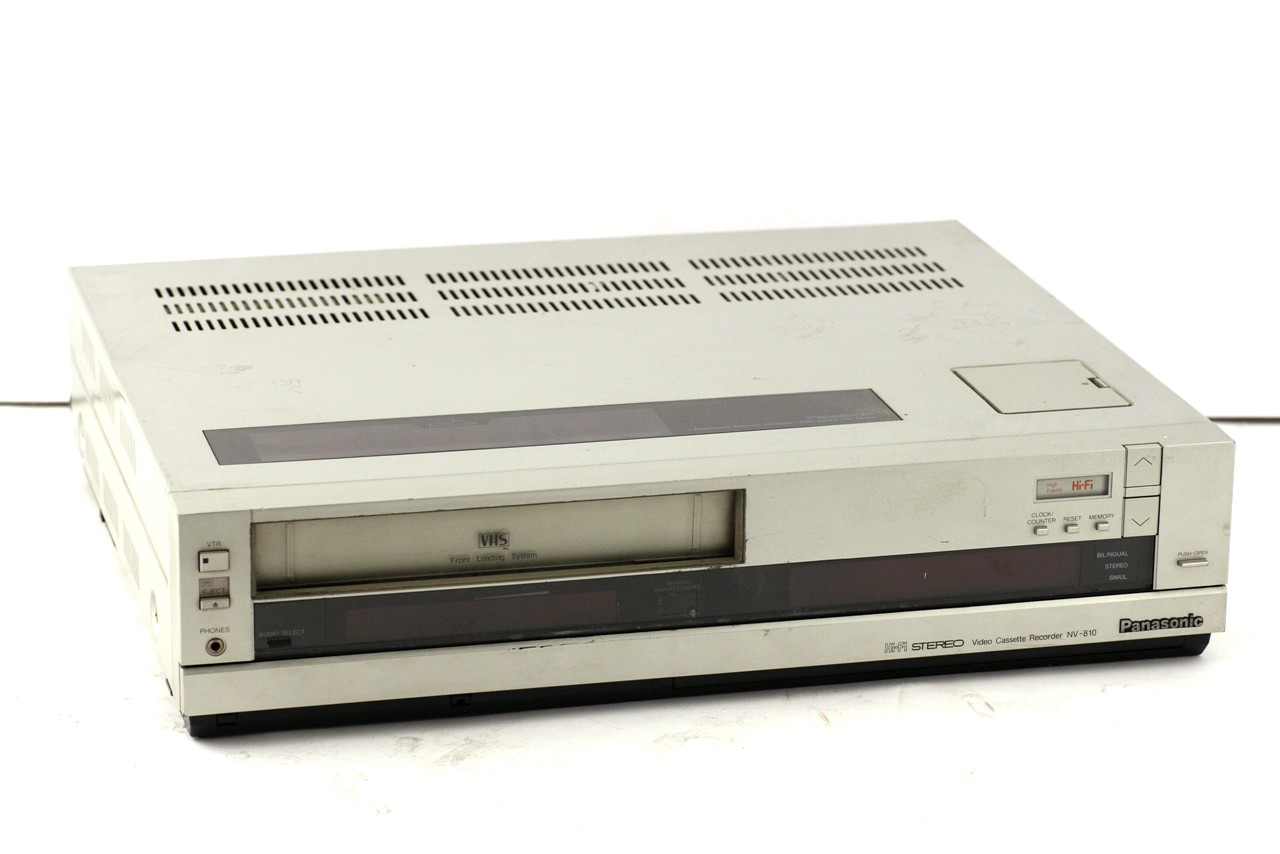
Panasonic-VHS-Videorekorder

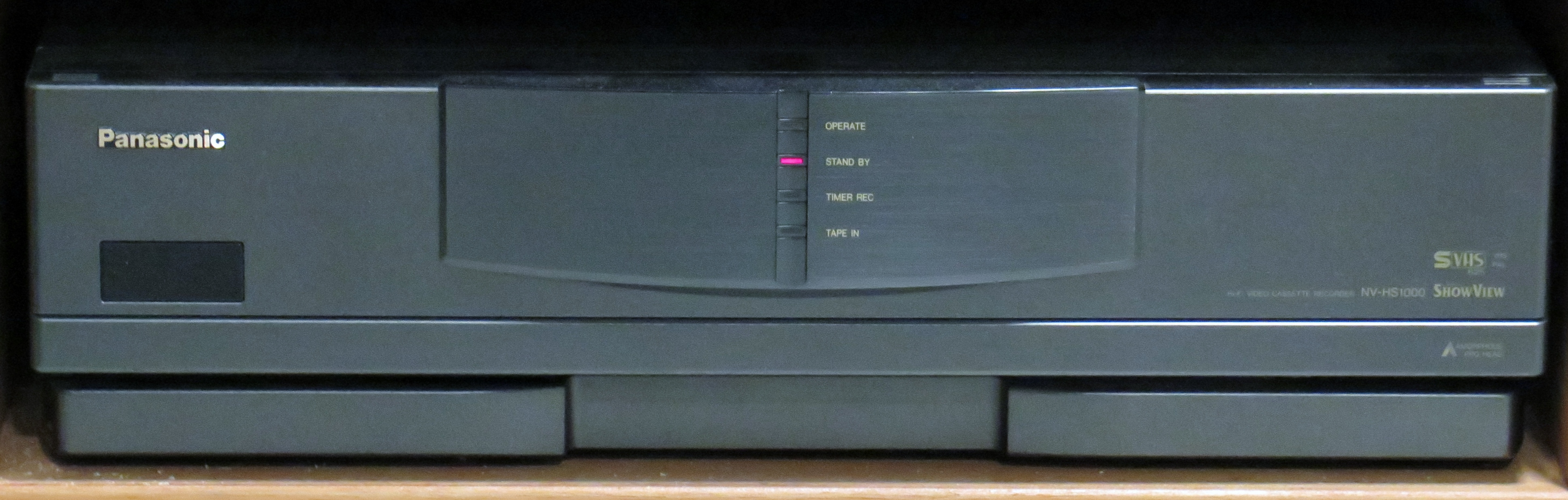
Panasonic-S-VHS-Videorekorder

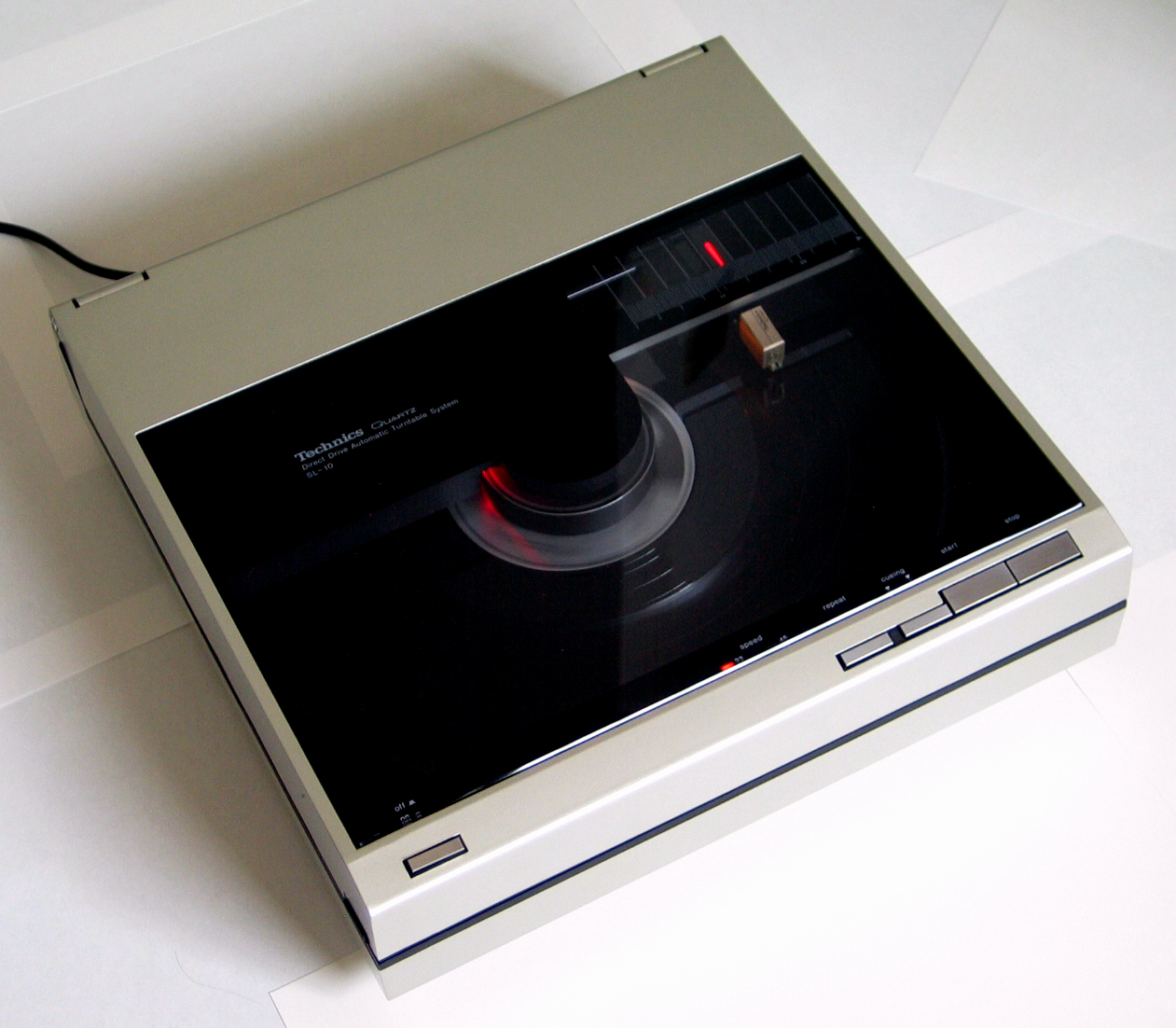
Technics-Plattenspieler SL-10
mit Direktantrieb (1980–1984)

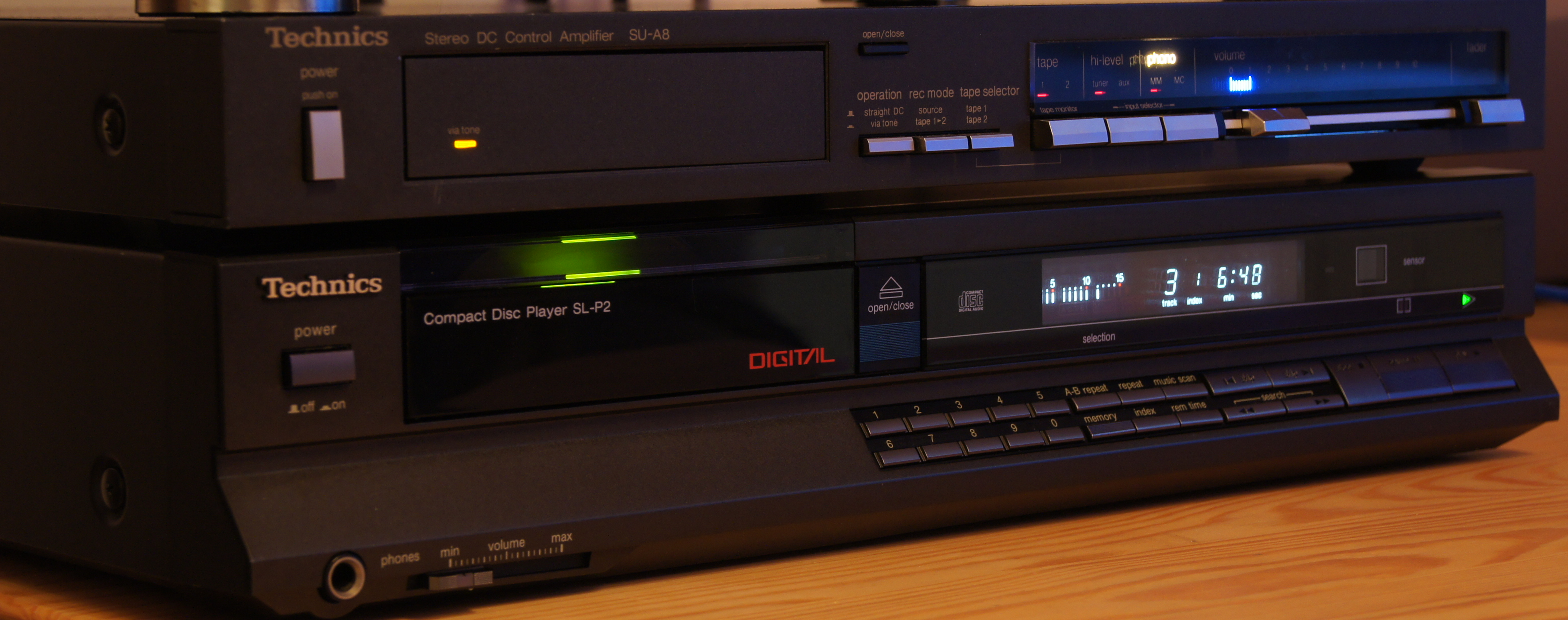
Technics-CD-Spieler SL-P2 und
-Vorverstärker SU-A8 (etwa 1985)

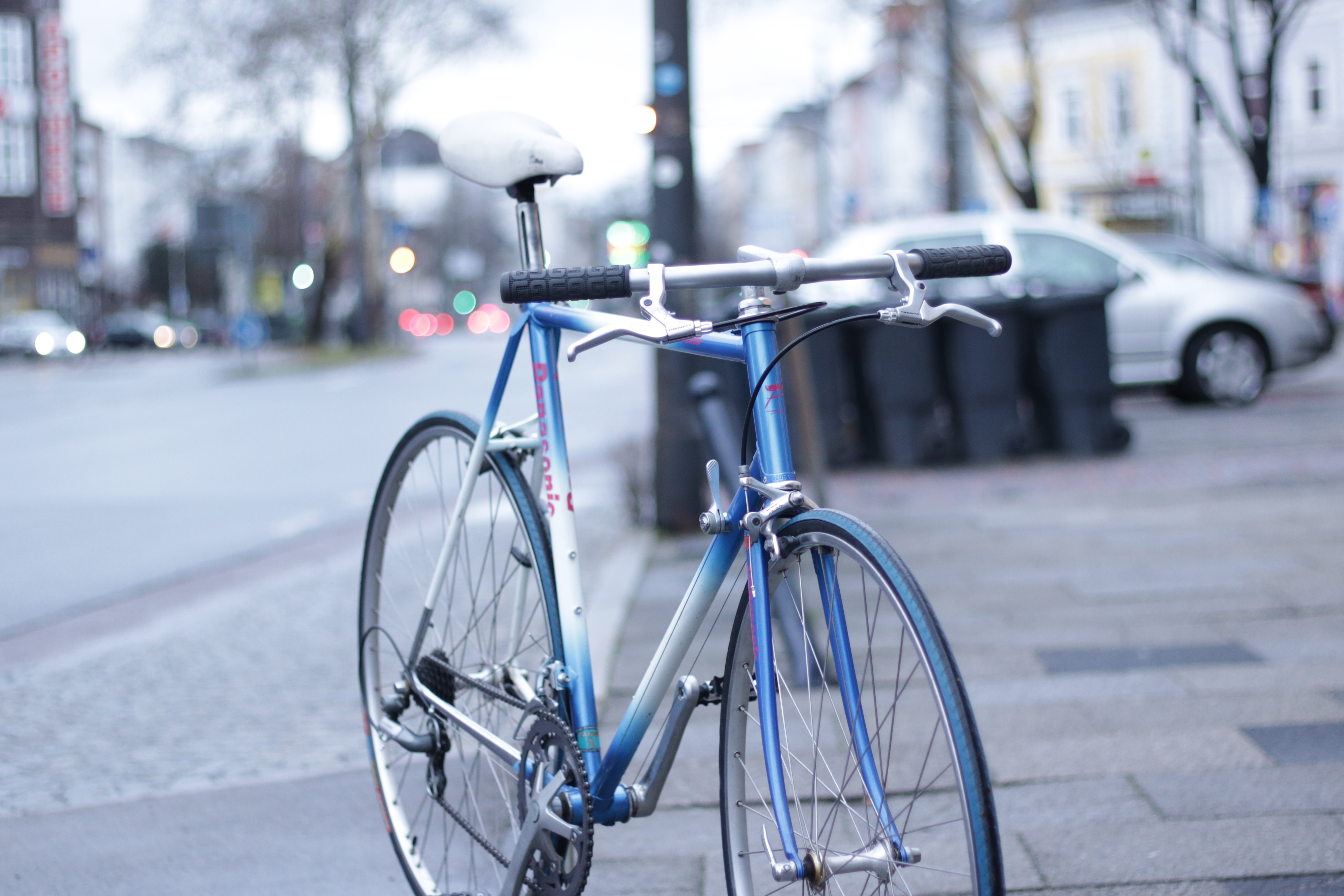
Panasonic-Rennrad aus den 1990er Jahren

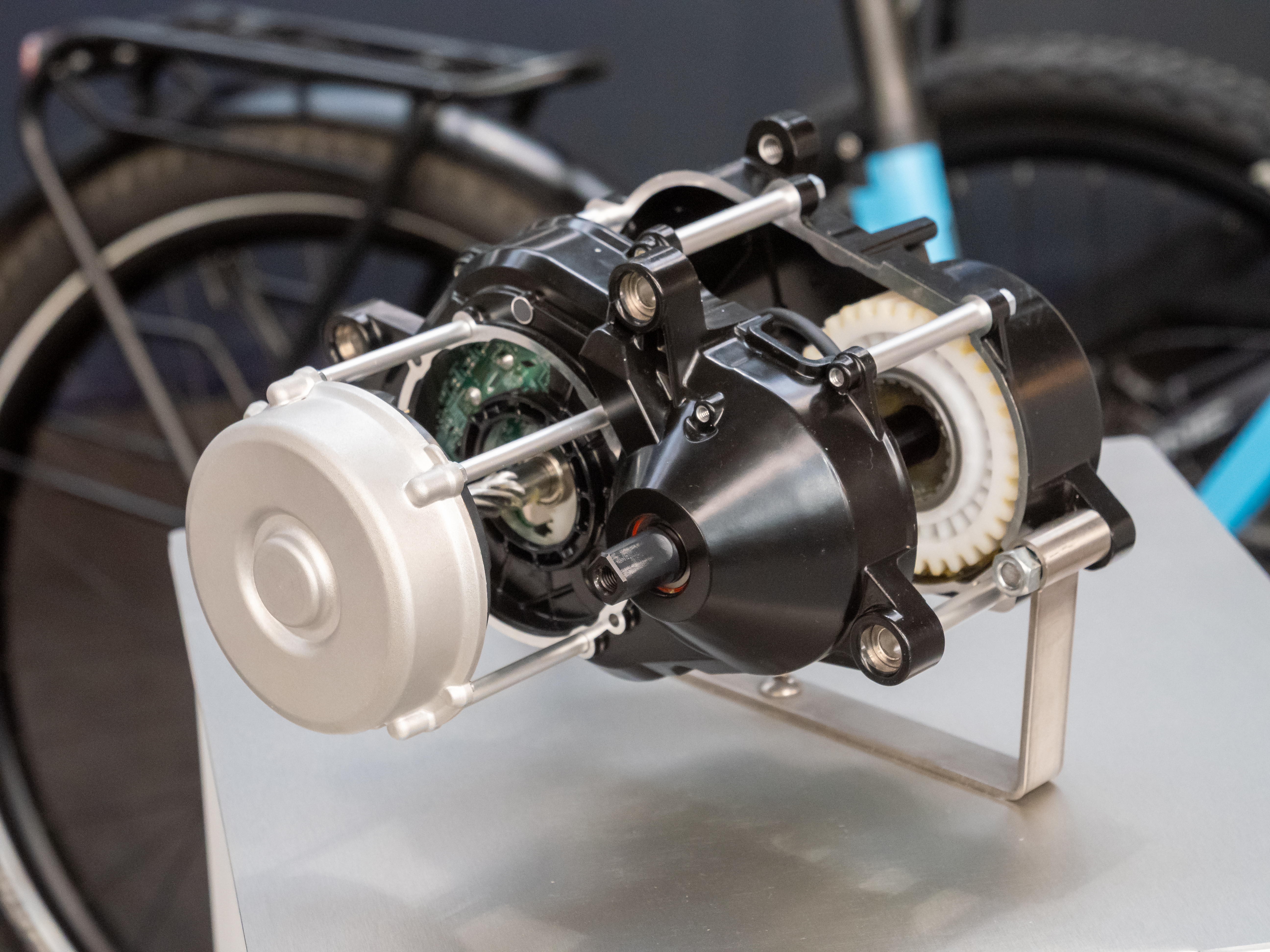
Pedelec-Mittelmotor Panasonic GX

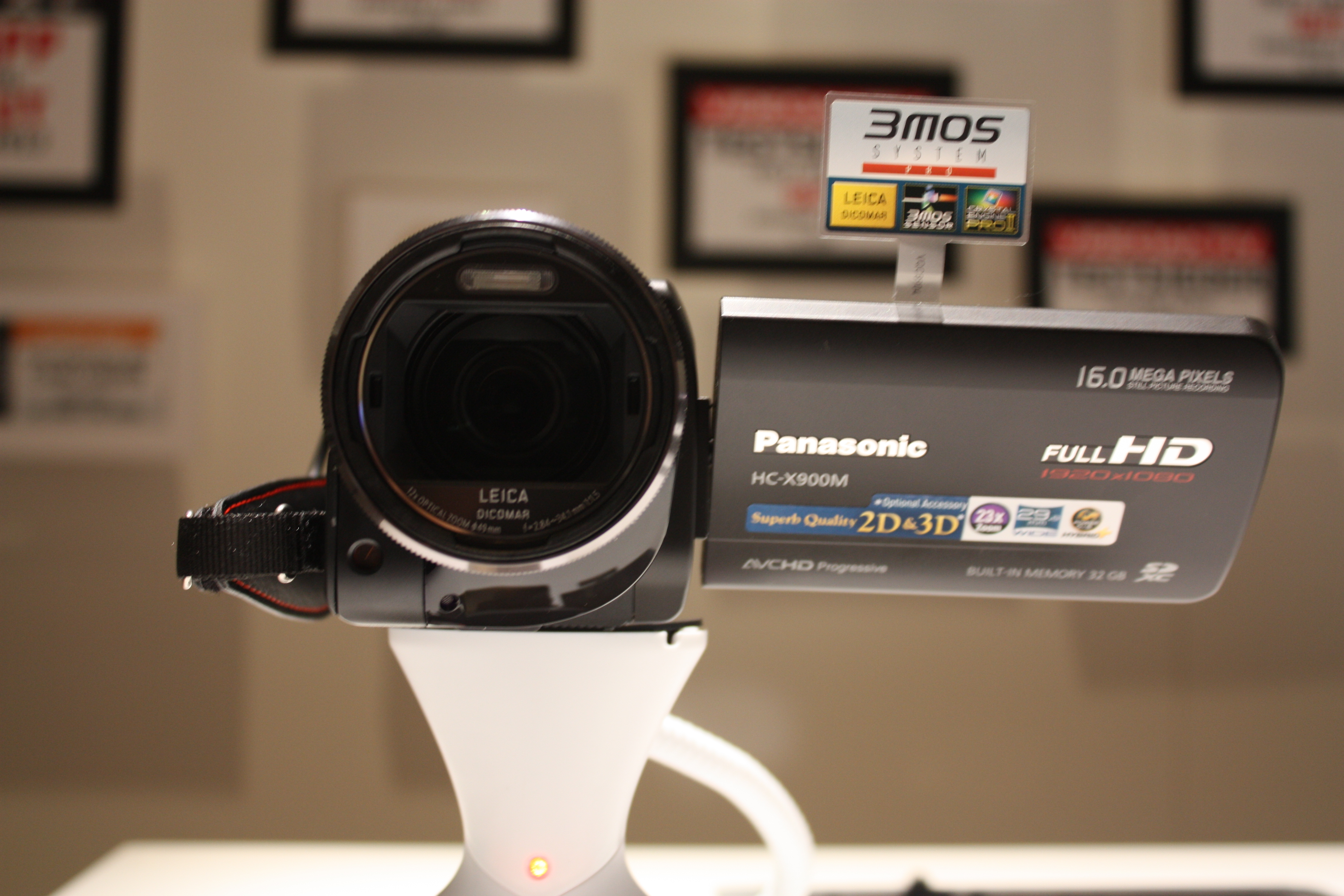
Camcorder mit Leica-Zoom-Objektiv, IFA 2012

Nachdem Angestellte und Gewerkschafter eine Petition beim Supreme Commander eingereicht hatten, konnte Kanosuke Matsushita im Mai 1947 in das Unternehmen zurückkehren. Anfang der 1950er-Jahre brachte Matsushita eine Reihe neuer Haushaltsprodukte heraus, darunter ab 1951 Waschmaschinen mit Drehkreuz und ab 1952 durch eine Kooperation mit Philips Schwarz-Weiß-Fernsehapparate.
1952 stieg die Unternehmensgruppe in die Fahrradproduktion ein, wofür die Tochterunternehmen National Jitensha Kōgyō (heute Panasonic Cycle Tech) und National Tire (heute Panaracer) gegründet wurden. Als Grund für die etwas ungewöhnliche Produkterweiterung wird genannt, dass Unternehmensgründer Konosuke Matsushita schon mit zehn Jahren eine Lehre bei einem Arbeitgeber gemacht hatte, der einen Fahrradladen besaß, und bei dessen Familie er auch wohnen musste, da seine eigene Familie völlig verarmt war. 1953 begann die Produktion von Haushaltskühlschränken, 1954 die Produktion von Dampfbügeleisen, 1955 von Elektrorasierern und 1958 von Bodenstaubsauger und Fensterklimaanlagen. Ab 1960 wurden Waschmaschinen mit zwei Wäschekammern und die ersten Panasonic-Farbfernsehgeräte und „Pistolen“-Haartrockner angeboten. 1964 folgte die Stereoanlage Asuka. 1965 wurde die Handelsmarke Technics gegründet. 1966 fand die Vorstellung des ersten Mikrowellenherds statt.

### Ab 1970
In den 1970er- und 1980er-Jahren entwickelte das Unternehmen zahlreiche Neuerungen, zum Beispiel 1970 einen Kühlschrank mit separater Gefrierschranktür, 1970 den Direktantrieb für Plattenspieler, 1971 der programmierbare Waschvollautomat, 1972 Raumheizungen und Klimaanlagen, 1974 Rasierer mit rotierendem, netzförmigen Edelstahl-Schermesser und 1977 den Haartrockner mit 1000 Watt Leistung. 1977 zudem den Video-Standard VHS, entwickelt durch die Matsushita-Tochter JVC, der sich im Heimanwendersektor schließlich weltweit trotz anderer Konkurrenzformate durchsetzte. Matsushita gehörte mit zu jenem Unternehmenskonsortium, das den CD-Standard entwickelte. 1982 präsentierte das Unternehmen seine erste Videokamera mit tragbarem Recorder. 1983 wurde ein Bügeleisen mit kraftvollem Dampfstoß-System, 1984 ein Kühlschrank mit −3 °C-Spezialfach und 1988 ein schnurloses Dampfbügeleisen und ein Kombinations-Mikrowellengeräte mit Invertertechnik sowie Camcorder mit optischer Bildstabilisierung produziert.
Zu den Innovationen seit 1990, an denen Matsushita/Panasonic aktiv beteiligt war, gehören unter anderem: der DVD-Standard, die Videosysteme DV und DVC-Pro sowie Plasmabildschirme in HD-Qualität.
1991 wurden die ersten HD-Fernseher, 1993 Klimaanlage mit Bewegungssensor, 1995 Rasierer mit Linearmotor und 1996 Kühlschränke mit Inverter-Technologie produziert.

### Ab 2000
Ab 2000 wurden der Toplader-Waschtrockner, ab 2001 Digitalkameras der Marke Lumix, ein Ionen-Haartrockner, ab 2002 ein Dampf-/Kombinations-Mikrowellengerät, ab 2003 Waschtrockner mit geneigter Trommel angeboten.
Seit Februar 2002 gehörte Panasonic der Blu-ray Group an, seit 2003 wurden Flachbild HD-Plasmafernseher angeboten.
2004 folgten Elektrorasierer mit automatischer Reinigungs- und Ladestation. 2005 bot das Unternehmen Kühlschränke mit oben angeordnetem Kompressor und vollständig ausziehbaren Schubladen an. 2006 wurden Haartrockner mit Nanoe-Technologie (nanozerstäubte Wassertröpfchen) präsentiert.
Gemeinsam mit Olympus kündigte Panasonic im Sommer 2008 den neuen Micro-Four-Thirds-Standard und die Entwicklung erster digitaler Systemkameras mit Wechselobjektiven an. Die Lumix G1 war 2008 die erste marktreife spiegellose digitale Systemkamera. In einigen Camcordern setzt Panasonic Leica-Dicomar-Zoom-Objektive ein.
Am 1. Oktober 2008 erfolgte die Umbenennung von Matsushita Denki Sangyō in Panasonic Corporation. Matsushita verwendete seine Wortschöpfung PanaSonic erstmals 1955 als Markennamen für zu exportierende Erzeugnisse. Die Umbenennung sei vor allem der Tatsache geschuldet, dass das Unternehmen im Ausland besser unter dem Namen Panasonic bekannt sei.
2008 wurden Klimaanlagen mit Nanoe-Technologie (nanozerstäubte Wassertröpfchen) und 2009 ein Bügeleisen mit schneller 2-Wege-Bügelsohle angeboten sowie intelligente Klimaanlagen mit ECONAVI-Sensortechnik.
Im Jahr 2012 stellte Panasonic die Videorekorderproduktion ein.
2015 wurde der Staubsaugerroboter RULO und das Premium-HiFi-Kompaktsystem OTTAVA von Technics angeboten. Ab 2017 folgten die ersten 4K-(UHD)-OLED-Fernseher von Panasonic.
Ebenfalls 2017 (bezogen auf 2016) war Panasonic fast gleichauf mit Samsung und führend bei der Fertigung/Absatz von Li-Ion-Akku-Zellen. Bei der Zahl der in der Batterietechnik angemeldeten Patente steht Panasonic (mit über 4.050 Patentanmeldungen von 2000 bis 2018) auf Platz zwei.

### Kooperation mit Tesla
In Kooperation mit dem US-amerikanischen Elektro-Automobilhersteller Tesla war Panasonic am Aufbau der Gigafactory 1 im US-Bundesstaat Nevada beteiligt, die mit 6500 Mitarbeitern auf 1.000.000 Quadratmetern Nutzfläche die Lithium-Ionen-Zellen und Batteriepakete für das Model 3 und weitere Anwendungen herstellen sollte.

## Anteilseigner
Die größten Anteilseigner sind Treuhandkonten bei der Japan Trustee Services Bank (5,73 %) und The Master Trust Bank of Japan (4,81 %).

## Konzernstruktur

### Tochtergesellschaften
Im Dezember 2009 erwarb Panasonic die Mehrheitsanteile von Sanyo und übernahm 2011 das gesamte Unternehmen als Tochtergesellschaft.
Die Victor Company of Japan (JVC Ltd.) war bis 2011 ebenfalls ein Tochterunternehmen im Bereich der Unterhaltungselektronik. Seit dem Ausscheiden aus der Panasonic Group ist JVC ein Unternehmen der JVC Kenwood Corporation.

### Divisionale und Group Companies
Der Konzern wurde nach der Umbenennung 2008 zu Divisionalen Organisationen (englisch : Divisions) und zu Group-Unternehmen (englisch : Companies) umstrukturiert.
| Division Companies (4)                                | Group Companies                           |
| ----------------------------------------------------- | ----------------------------------------- |
| Corporate Marketing Division for Digital AVC Products | Semiconductor Company                     |
| Corporate Marketing Division for Home Appliances      | AVC Networks Company                      |
| Corporate Marketing Division for Wellness Products    | Automotive Systems Company                |
| Design Company                                        | System Solutions Company                  |
| Group Companies                                       | Home Appliances Company                   |
| Panasonic Electric Works Co., Ltd.                    | Lighting Company                          |
| Panasonic Electronic Devices Co., Ltd.                | Energy Company                            |
| Panasonic Ecology Systems Co., Ltd.                   | Motor Company                             |
| Panasonic Factory Solutions Co., Ltd.                 | Panasonic Communications Co., Ltd.        |
| Panasonic Welding Systems Co., Ltd.                   | Panasonic Mobile Communications Co., Ltd. |
| Panasonic Shikoku Electronics Co., Ltd.               | Sanyo Co., Ltd. (seit 2011)               |
| PanaHome Corporation                                  | JVC Ltd. (bis 2011)                       |

2012/2013 erfolgte eine weitere Umstrukturierung des Konzerns, zu den beiden oben genannten Elementen wurden 43 Business-Units zugeordnet.

## Produkte
- Halbleiter
- Photovoltaik-Module
- LiFePO4-Akkus
- Kühlschränke
- Panasonic-AVC-Netzwerke
- Panasonic-Automotive-Systeme
- Panasonic-Systemlösungen
- Matsushita-Haushaltsgeräte
- Gesundheit
- Leuchtmittel
- Motoren
- Produkte für die Fabrikautomation
- Relais
- Passive Bauelemente
- Computer-Peripherie

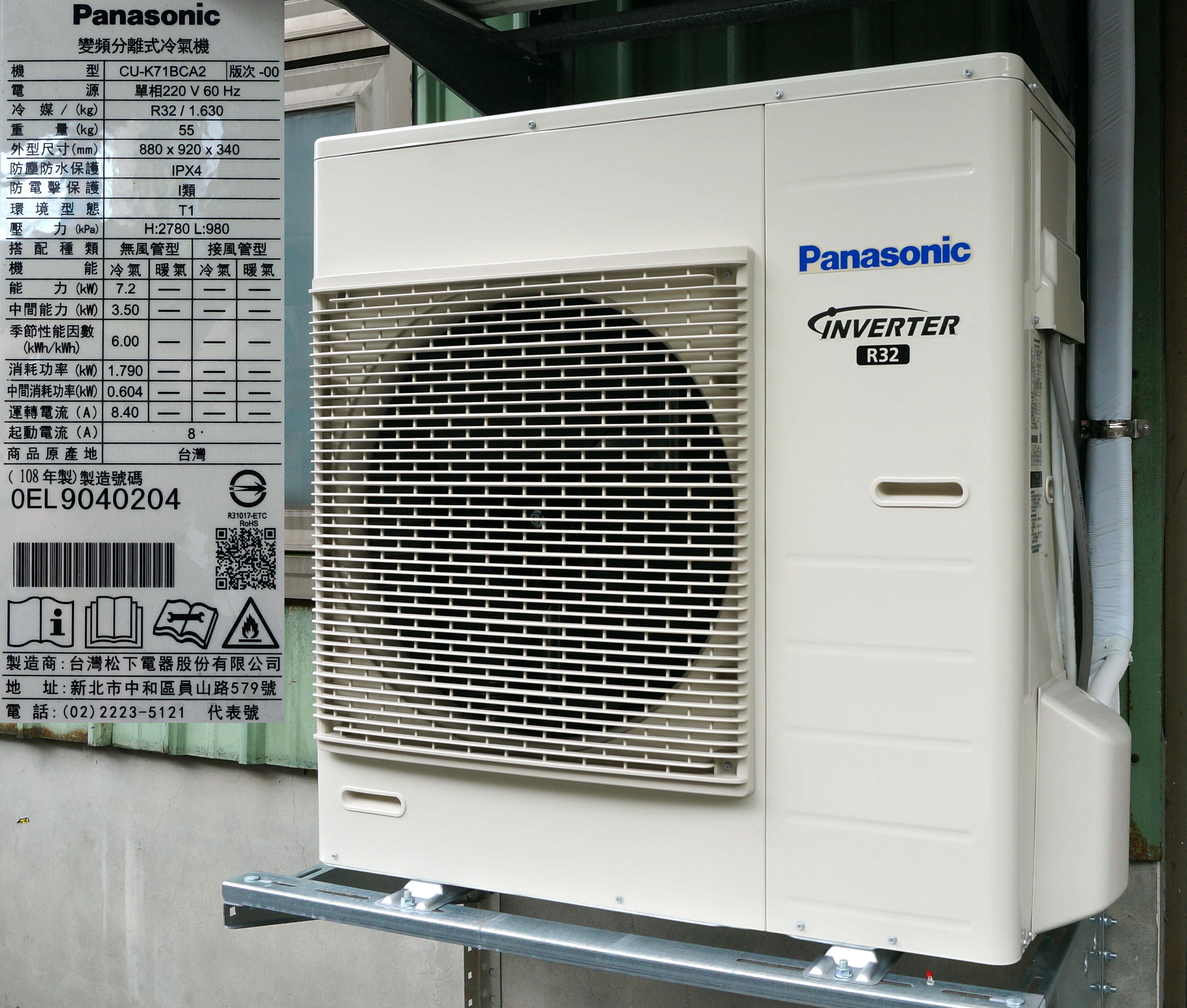
Panasonic-Klimaaggregat
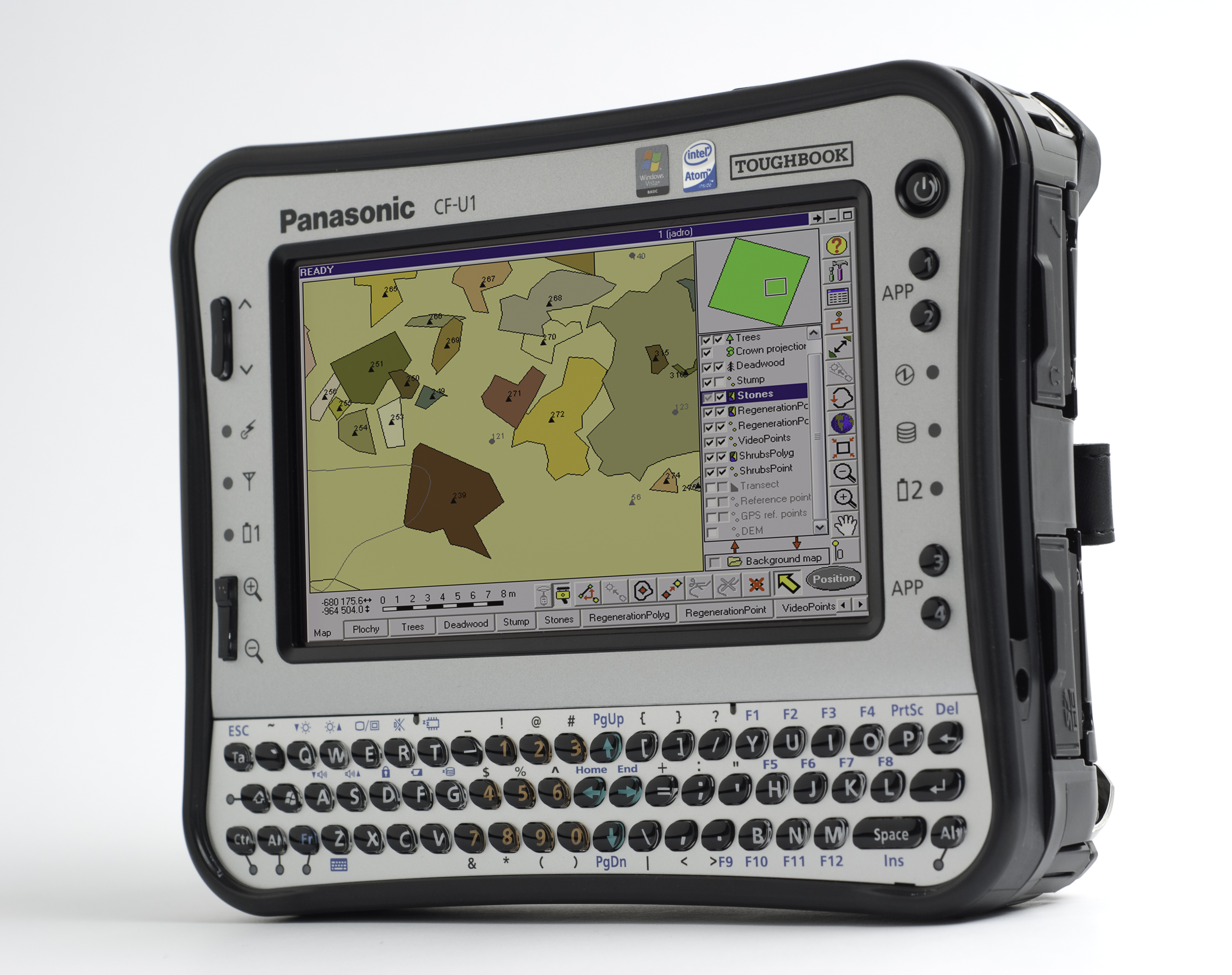
Panasonic-Toughbook-Computer
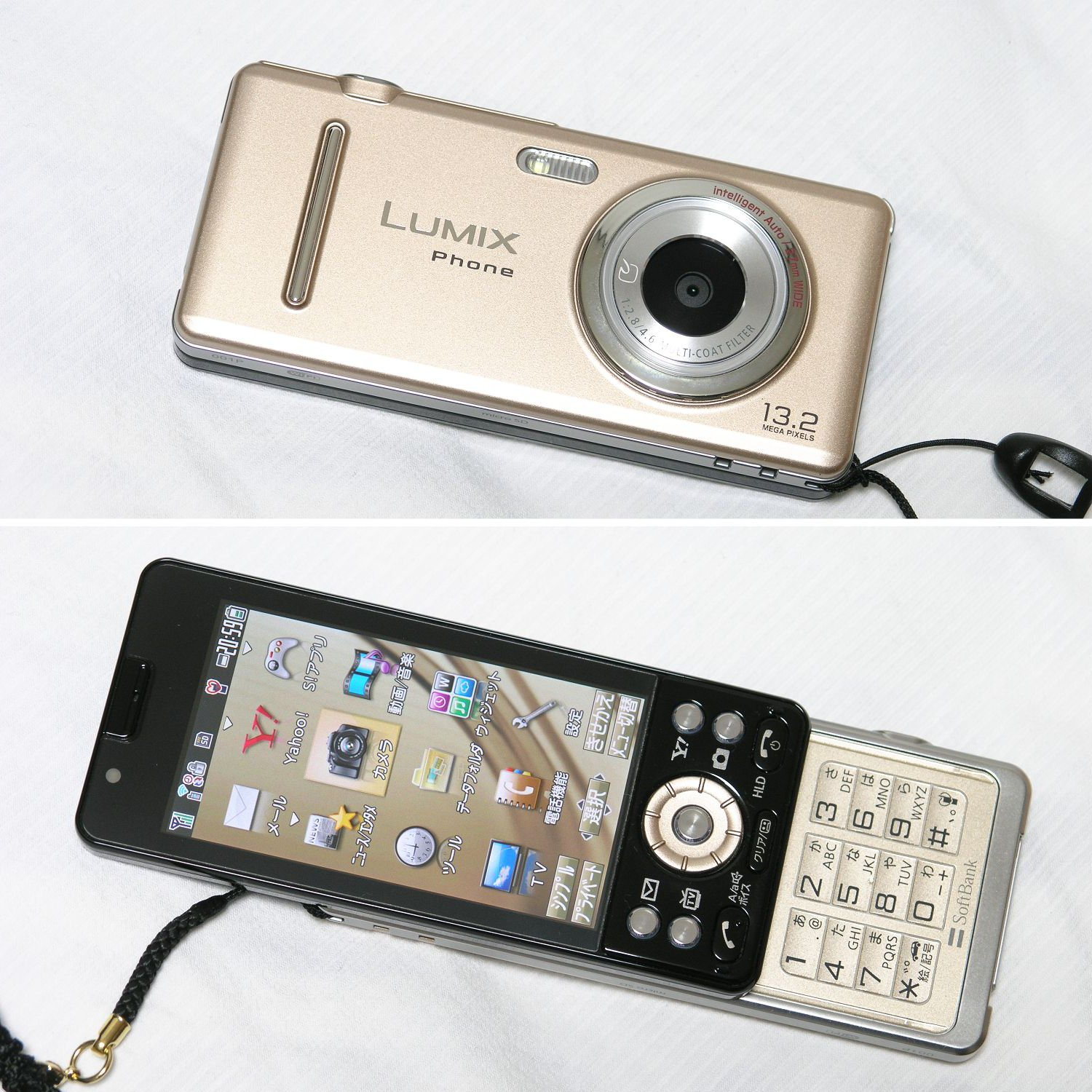
Lumix-Handy mit Zoomobjektiv
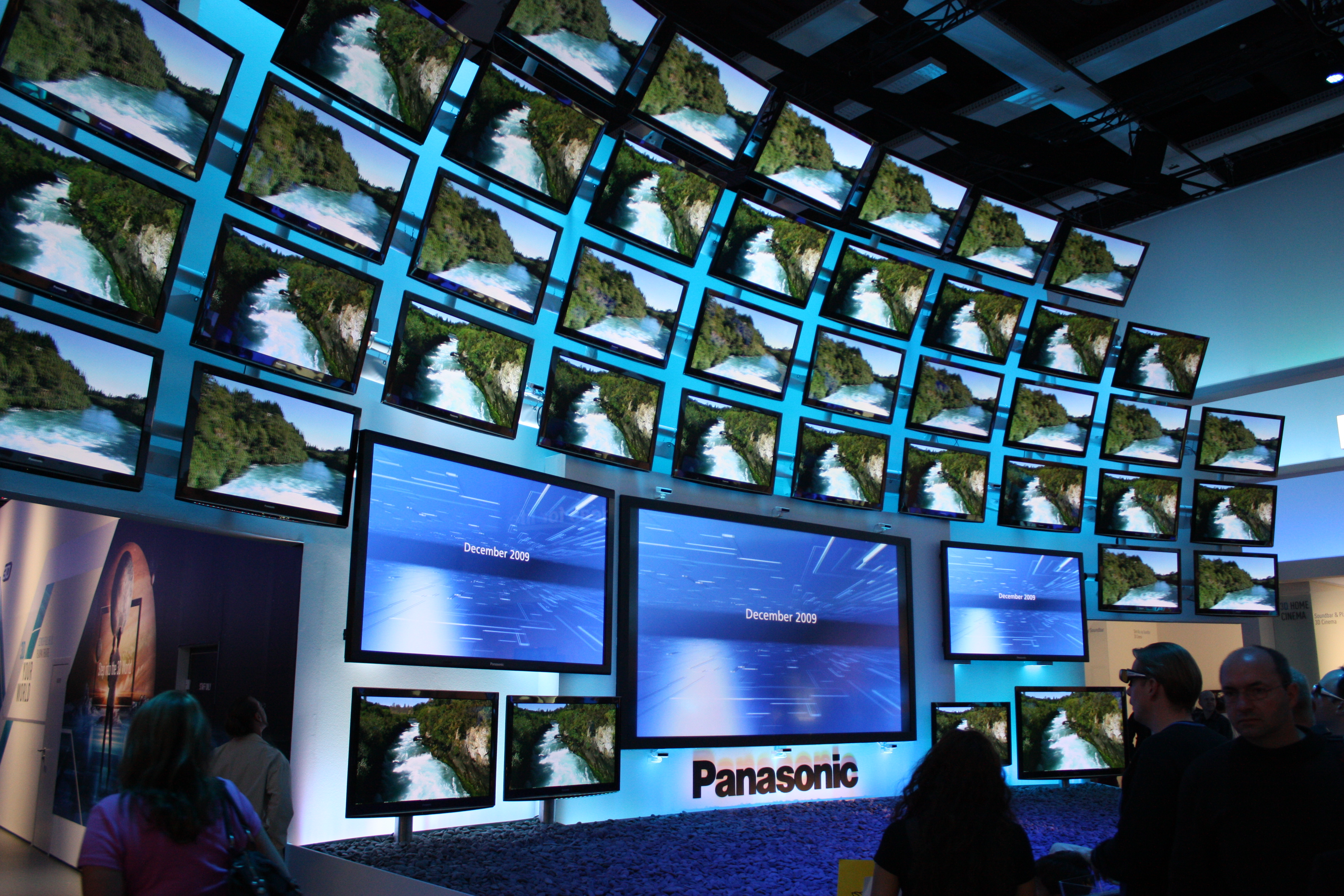
Panasonic-Fernseher als IFA-Aufbau (Berlin 2010)
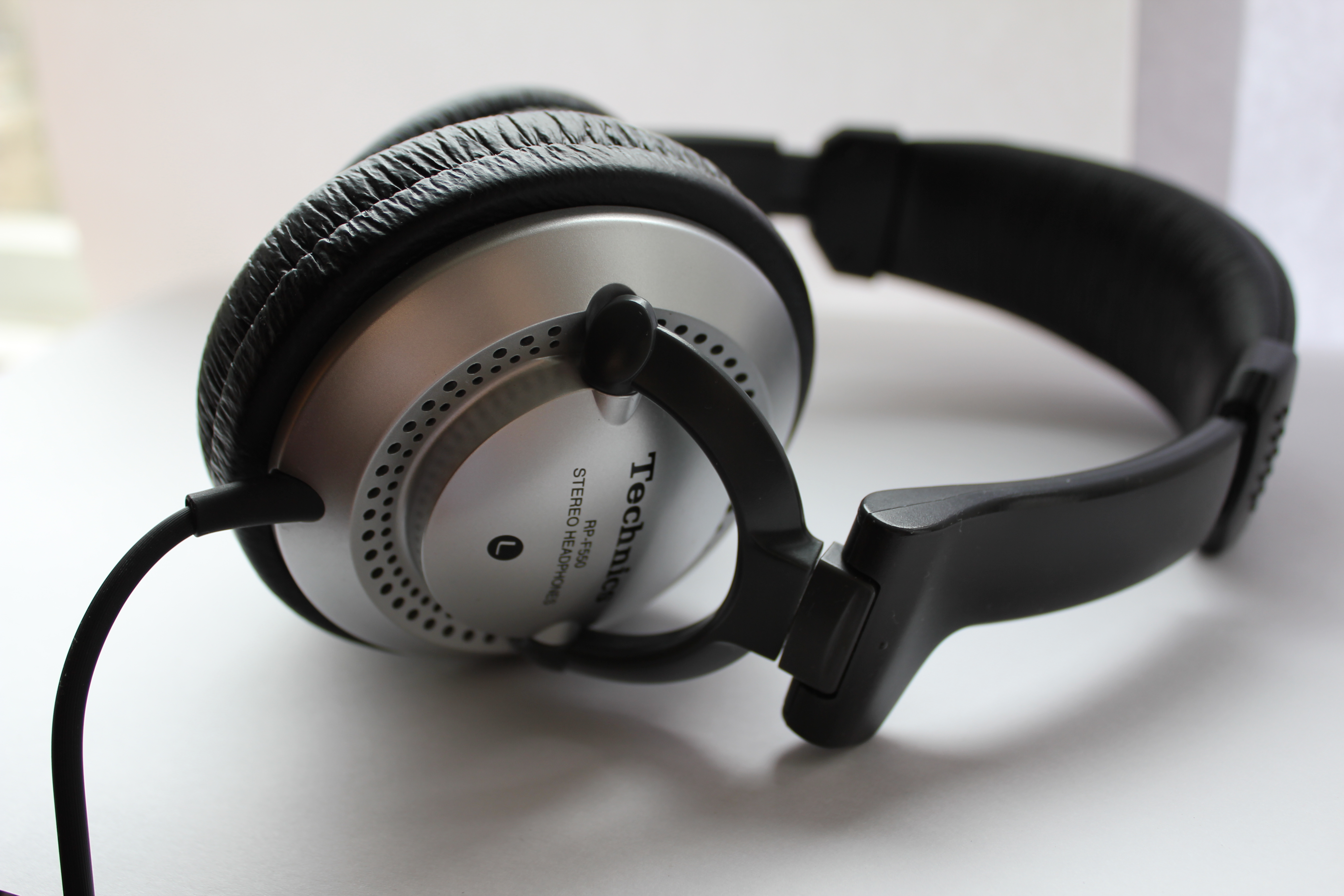
Technics-Kopfhörer

### Weitere Produkte

#### Smartphones
Seit 2012 wurden mehrere an jeweilige nationale Märkte in Europa, Indien und Japan angepasste Smartphones (z. B. Eluga und Eluga Power, Eluga A und U bzw. in Japan X und V) unter dem Markennamen Eluga aus dem Hause Panasonic vorgestellt. Eines besitzt ein 4,3-Zoll-qHD-Display, eine 8-Megapixel-Kamera und einen 8 GB großen Speicher. Dafür beantragte die Panasonic Corporation unter anderem beim Deutschen Patent- und Markenamt am 7. Februar 2012 (exklusiv in Deutschland) das Registrieren von Eluga als Wortmarke. Die erfolgte amtliche Eintragung des Markennamens bot seitdem in der Bundesrepublik Schutz bis Februar 2022.

#### Digitalkameras

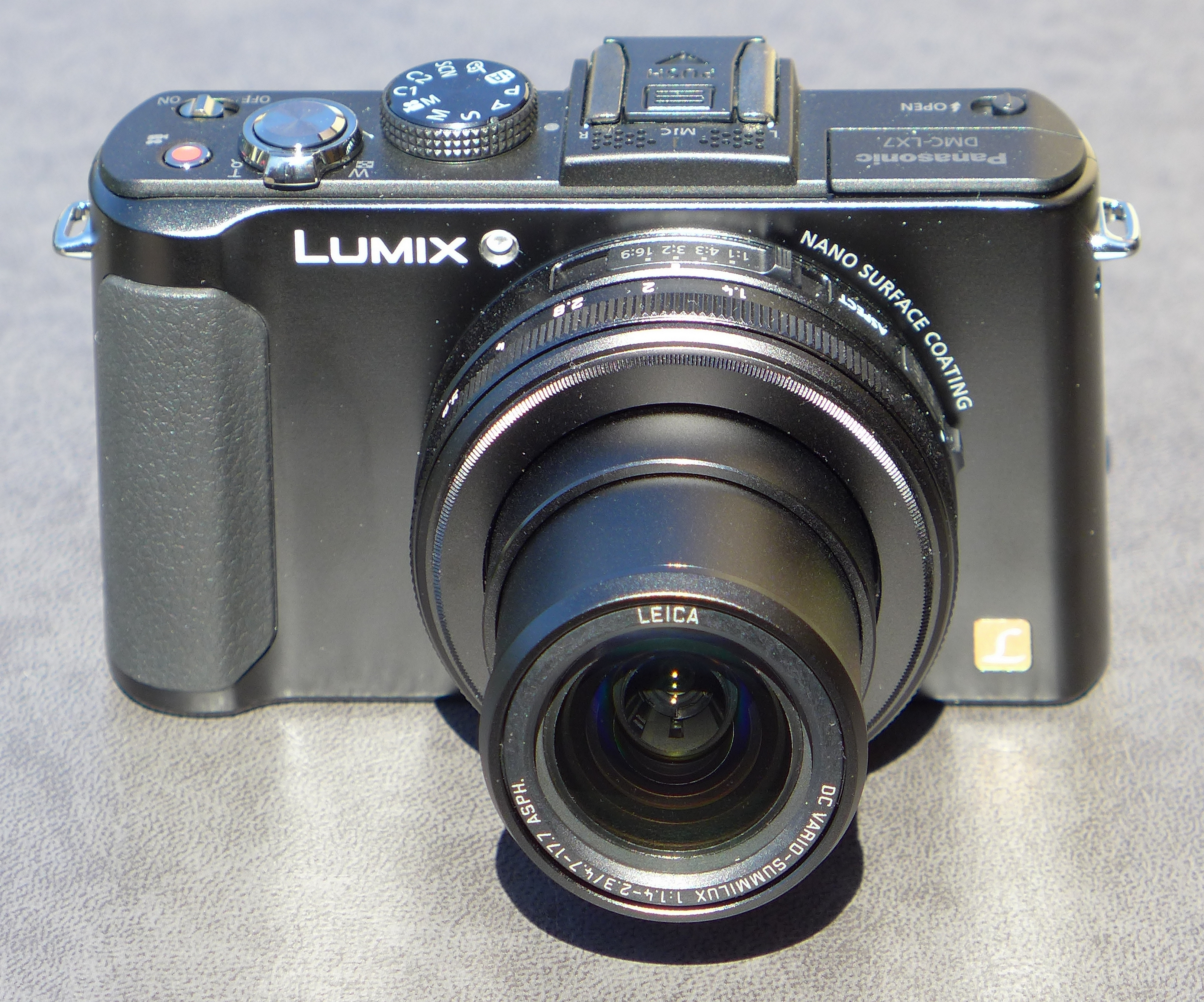
Panasonic Lumix DMC-LX7 (2012), bauähnlich zu Leica D-Lux 6

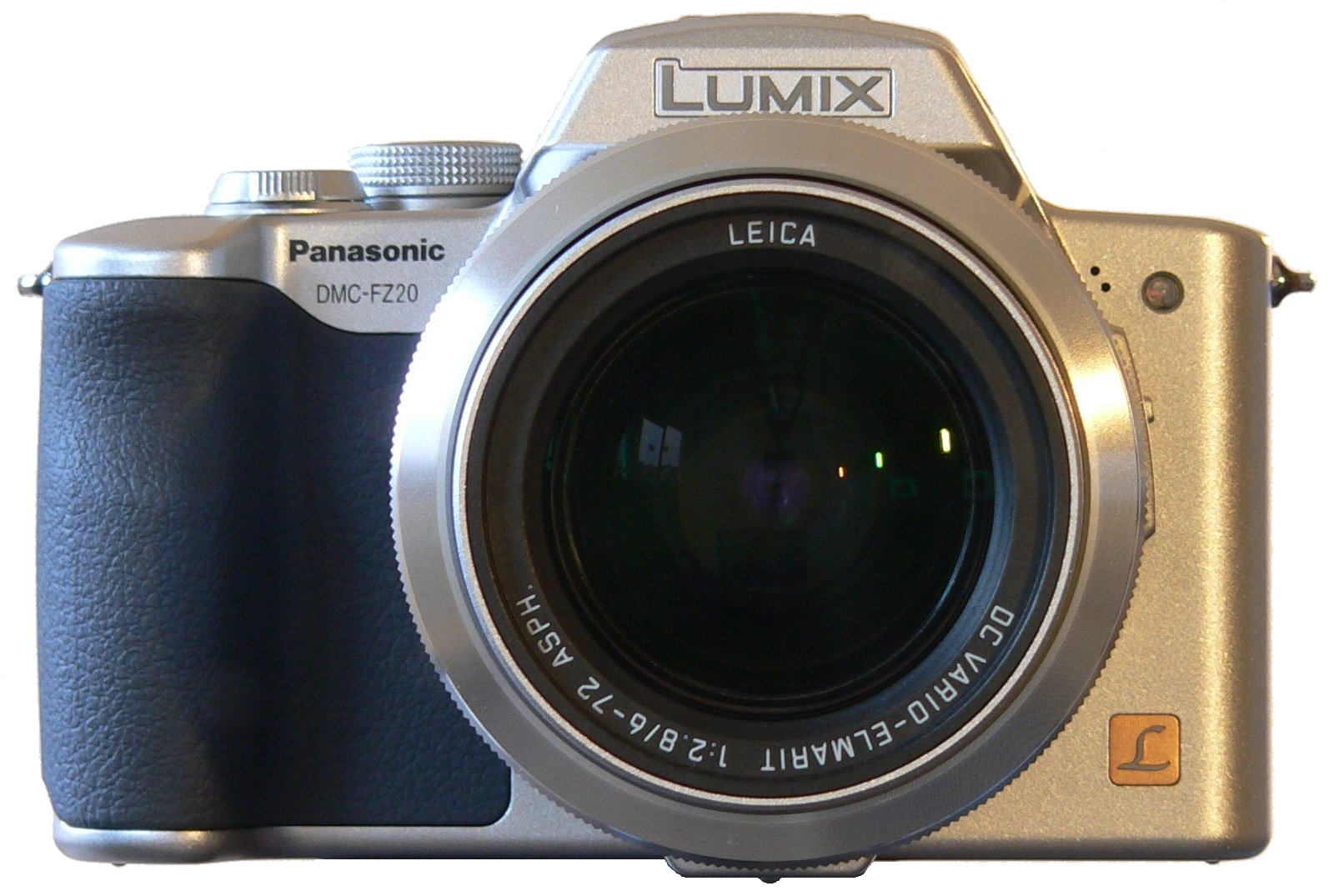
Panasonic Lumix DMC-FZ20, Baujahr 2005

Unter dem Markennamen Lumix vertreibt Panasonic digitale Kompakt-, Bridge- und Systemkameras. Panasonic zählt zusammen mit Olympus zu den ersten beiden Entwicklern des ersten spiegellosen digitalen Kamerasystems Micro Four Thirds und bot das erste entsprechende Systemkameragehäuse Lumix DMC-G1 an. Bei der Entwicklung von Kameras und Objektiven kooperiert Panasonic mit der Leica Camera AG. Siehe auch: Kategorie:Panasonic-Kamera
Auf der photokina 2018 wurde bekanntgegeben, dass Leica, Panasonic und Sigma die L-Bajonett-Allianz gründeten, im Zuge derer jedes dieser Unternehmen Kameras und Objektive für dieses Kamerasystem entwickelt. Es handelt sich um spiegellose APS-C sowie Vollformatkameras mit L-Bajonett. Panasonic bietet dafür (Stand Oktober 2021) die Vollformat-Kameramodelle Lumix DC-S1, Lumix DC-S1R, Lumix DC-S1H und Lumix DC-S5 und außerdem einige Objektive an.

## Marken
Das Unternehmen Matsushita Electric Industrial bzw. Panasonic Corporation ließ in seiner bisherigen Unternehmensgeschichte weltweit unzählige Marken anmelden. Dazu gehören Produktnamen, Logos und Werbeslogans (z. B. Ideas for life), registriert jeweils als Wort- oder Bildmarken.

### PanaSonic, Technics, Lumix, Eneloop und Sanyo
Ab 1955 begann Matsushita Erzeugnisse wie Lautsprecher und Lampen unter der neu eingeführten Marke PanaSonic ins Ausland zu exportieren. 1965 folgte eine weitere Marke: Technics. Unter diesen Markennamen vertrieb Matsushita unterschiedliche Produkte für den Audio- und Videobereich. In mehreren europäischen Staaten meldete Matsushita die Marke Panasonic erstmals 1963 und 1973 die Marke Technics an, letztere für HiFi-Komponenten. Am weitesten verbreitet sind außerdem National für elektrische Haushaltsgeräte (nur in Japan und China) sowie unter anderem die erwähnte Kameramarke Lumix (inklusive Objektiven der Marke Leica) und Eneloop (Nickel-Metallhydrid-Akkus, ursprünglich registriert von Sanyo).

### Eluga, Quasar, NAis, Kotobuki, Ramsa
Zur Markenstrategie von Matsushita/Panasonic gehören viele sich unterscheidende Anmeldungen in jeweiligen nationalen Märkten; so sind Produkte mit dem Label National kaum in Europa zu finden und umgekehrt Marken wie zum Beispiel Eluga für Mobiltelefone nicht in den USA.
Neben den genannten Kern-Markennamen vertreibt das Unternehmen Produkte unter den Namen Quasar (TVs, VCRs, Mikrowellenherde, nur in den USA) und NAis (bis 1. April 2004 für Fabrikautomation). Kotobuki ist ein Tochterunternehmen für OEM-Produkte im Computerbereich. Unter der Marke Ramsa bietet Panasonic professionelle Lautsprechersysteme an.

### National

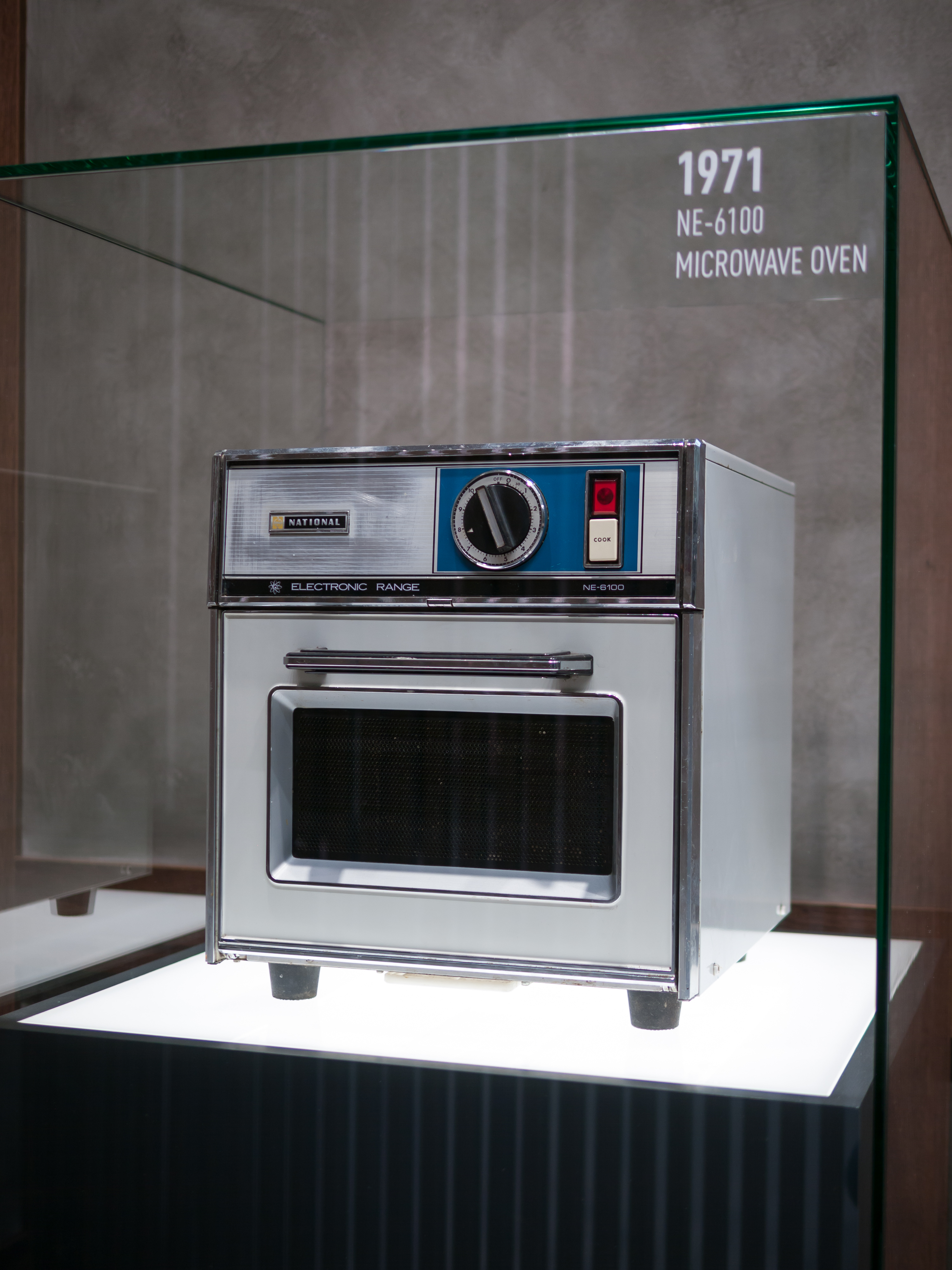
National-Mikrowelle von 1971

National ist ein Markenname von Matsushita/Panasonic für Haushaltsgeräte und Industrieanwendungen und war der erste Markenname, den das Elektrounternehmen von Konosuke Matsushita verwendete, um seine batteriebetriebenen Fahrradlampen zu verkaufen, wobei der Markenname die Hoffnung ausdrückte, dass die Produkte von der gesamten japanischen Nation benutzt werden würden. Sie war möglicherweise die erste bekannte Marke japanischer Elektronik.
National war früher die Premiummarke der meisten Matsushita-Produkte einschließlich Audio- und Videotechnik und wurde nach dem weltweiten Erfolg der Marke Panasonic auch in der Kombination National Panasonic verwendet.
Nach 1980 verwendete Matsushita die Marke National in Europa nur noch für Batterien und verkaufte audiovisuelle Produkte nur noch unter den Marken Panasonic und Technics.
In Nordamerika war der Name National schon durch einen US-Hersteller von hochwertigen Radios belegt. Deshalb wurden die ersten Radio- und Fernsehgeräte dort unter dem Namen Matsushita verkauft. Der Erfolg war mäßig, erst ein Neuanfang mit dem Handelsnamen Panasonic brachte den Durchbruch. Lediglich für einige Haushaltsgeräte, wie beispielsweise Reiskocher in US-amerikanischen Asiamärkten verwendet Matsushita den Namen National.
National ist in Asien als Markenhersteller von Haushaltsgeräten, wie Reiskochern und Ventilatoren, bekannt. 2004 wurde auch in Asien diese Marke ersetzt (meist durch Panasonic), da es wiederholt zu Problemen mit anderen Unternehmen auf dem Weltmarkt gekommen war, die National in ihrem Namen nutzten. Auch Matsushitas Wunsch nach einer Konzentration auf die Marke Panasonic mit ihrem größeren Bekanntheitsgrad spielte bei der Entscheidung eine Rolle.
Wegen ihrer historischen Bedeutung und Beliebtheit wurde in Japan die Marke National für nicht-audiovisuelle Produkte, besonders Haushaltsgeräte, bis 2008 weiterhin verwendet.
National-Fahrräder wurden als Panasonic in die USA exportiert. Die Marke war für qualitativ hochwertige Fahrräder zu einem relativ günstigen Preis bekannt, was ein Ergebnis hoher Automatisierung der Fertigung und daraus resultierenden geringen Arbeitskosten war.
Die Marken National und Matsushita sollten abgeschafft werden und alle Produkte zukünftig unter dem Markennamen Panasonic verkauft werden.

## Umweltschutz
Um den Anspruch auf Umweltschutz und Nachhaltigkeit zu untermauern, errichtete die Unternehmenstochter Sanyo 2001 die Solar Ark. Nach einem Skandal wurde diese jedoch statt mit Photovoltaikmodulen der neuesten Generation mit zurückgenommenen, degradierten Modulen ausgestattet.
Greenpeace stellt Panasonic in puncto Umweltschutz auf Platz 11 von 16 Elektroherstellern (Stand März 2013; Platz 1 ist am umweltfreundlichsten). Dabei geht es um gefährliche Substanzen in der Produktionskette sowie Entsorgung und Recycling.

## Panasonic in Europa
Infolge des Brexit verlagerte Panasonic seinen Europasitz von London nach Amsterdam.

### Niederlassungen in der DACH-Region
Im Panasonic-Konzern werden die Märkte Deutschland/Österreich/Schweiz als DACH-Region bezeichnet. Am 1. April 2014 begann Christian Sokcevic die Tätigkeit als neuer Managing Director DACH.
Matsushita eröffnete 1962 in Deutschland das erste europäische Vertriebsbüro in Hamburg, dessen Geschäft sich schnell entwickelte und seit 1984 den Namen Panasonic Deutschland GmbH trägt. Das Unternehmen beschäftigt rund 350 Mitarbeiter bei einem Jahresumsatz (2003) von über 700 Millionen Euro.

### Fertigung in Deutschland
Die europäische Zentrale von Panasonic Electric Works hat mit 300 Mitarbeitern ihren Sitz in Ottobrunn (zuvor Holzkirchen). Als Panasonic Electric Works Europe AG betreut sie mit Komponenten und Systemen für die Fabrikautomation den Markt.
Die Panasonic Electric Works Europe AG, German Factory ist eine Produktionsstätte von hochwertigen elektromechanischen und elektronischen Relais und befindet sich als im bayerischen Pfaffenhofen an der Ilm. Sie produziert für Kunden aus den folgenden Industriezweigen: Telekommunikation, Mess-, Steuer- und Regelungstechnik, Haushaltswaren, Unterhaltungselektronik, Maschinenbau- und Automobilindustrie.
Panasonic Industrial Devices Europe in Lüneburg (Niedersachsen) entwickelte und fertigte Fernseh-Tuner, die weltweit bei den bekanntesten Herstellern von Fernsehgeräten verbaut wurden. Die Produktion ist inzwischen in die Slowakei verlagert worden.
Heute geht es nur noch selten um Unterhaltungselektronik, sondern um Standardprodukte und kundenspezifische Lösungen für die Bereiche Industrie- und automotive Elektronik.
Das Panasonic R&D Center Germany GmbH im hessischen Langen (Hessen) betreibt Forschung und Entwicklung in den Bereichen zukünftiger Mobilkommunikation, Videokompression und Digitalem Audio- und Video-Broadcast für mobile Endgeräte (DAB, DVB-H). In Neumünster besteht mit Panasonic Automotive & Industrial Systems Europe GmbH ein Unternehmen für Softwareentwicklung, während sich deren Managementabteilung, wie das erwähnte R&D Center, in Langen befindet.
Die Panasonic Roboter- und Schweißsysteme Europa ist das europäische Vertriebs- und Technikzentrum für Industrieroboter und Schweißtechnik mit Sitz in Neuss.

### Ostmitteleuropa
2007 errichtete das Unternehmen eine Montageanlage für LCD-Bildschirme im tschechischen Pilsen. Ein weiterer Standort im nordböhmischen Zatec mit 200 Mitarbeitern wurde 2007 eröffnet und 2012 geschlossen. Im Nachbarland Slowakei befand sich ebenfalls ein Standort in Krompachy mit zuletzt 656 Mitarbeitern, an dem Blu-Ray- und DVD-Geräte sowie Leiterplatten für TV-Geräte produziert wurden. Dieser Standort wurde 2015 stillgelegt. Im Gegenzug wurde der Standort Pilsen weiter ausgebaut und eine Produktionsanlage für Klimageräte („air-to-water heat pumps“) errichtet. Zusammen mit dem Standort in Pardubice (Automotive) beschäftigt Panasonic rund 1.600 Mitarbeiter in Tschechien.